# Oscar Tschirky
Oscar Tschirky (La Chaux-de-Fonds, 28 settembre 1866 – New Paltz, 6 novembre 1950) è stato uno scrittore e ristoratore svizzero naturalizzato statunitense, celebre per essere stato il maître del Waldorf-Astoria Hotel di Manhattan.

## Biografia
Nato nel 1866 a La Chaux-de-Fonds, Tschirky si trasferì a New York nel 1883, lavorando dapprima per l'albergo Hoffman House e il ristorante Delmonico's e, dal 1893, presso il Waldorf-Astoria. Nel 1896 pubblicò un libro di cucina. Benché non fosse un cuoco, molti resoconti attribuiscono a Tschirky la paternità dell'insalata Waldorf e delle uova alla Benedict; è anche ritenuto responsabile per aver reso famosa la salsa Thousand Island. Mentre lavorava per il Waldorf-Astoria, egli veniva soprannominato Oscar of the Waldorf ("l'Oscar del Waldorf"). Interruppe la sua attività presso l'hotel Waldorf nel 1943. Tschirky morì nel 1950 a New Paltz, nello stato di New York. La sua tomba si trova nel New Paltz Rural Cemetery.

## Opere
- Oscar of the Waldorf's Cook Book, 1896